# Organizace východokaribských států

Mapa OECS:
členský stát
přidružené území

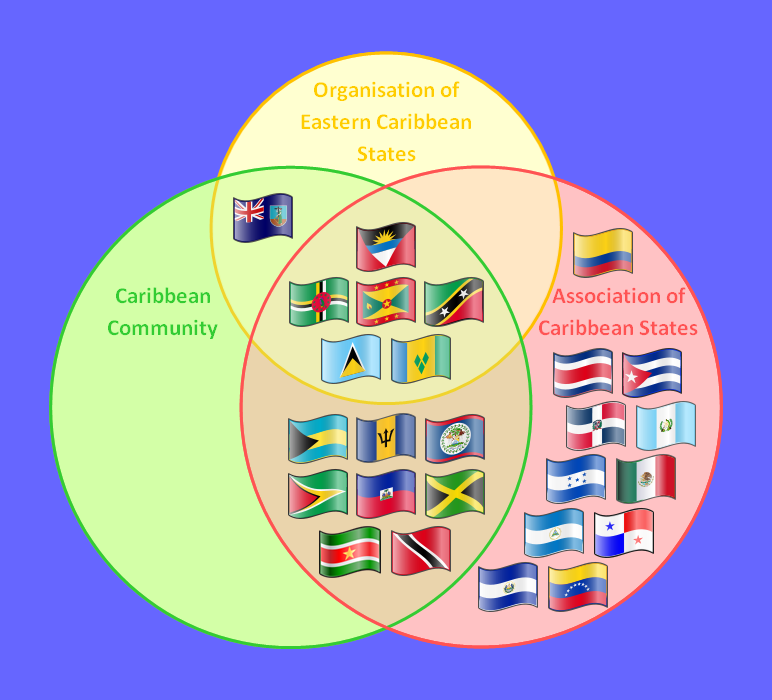
schéma členství v regionálních organizací v oblasti Karibiku:
Organizace východokaribských států
Sdružení karibských států
Karibské společenství

Organizace východokaribských států (anglicky Organisation of Eastern Caribbean States, zkratka OECS), je mezivládní regionální organizace mezi 6 nezávislými státy, 3 britskými zámořskými teritorii a 2 francouzských území v oblasti Malých Antil ve východním Karibiku, která vznikla v roce 1981. Organizace se zaměřuje na hospodářskou harmonizaci a integraci zúčastněných území, ochranu lidských práv či podporu správy a vlády jednotlivých států. Hlavním orgánem OECS je sekretariát, jenž sídlí ve městě Castries na Svaté Lucii. Mezi další nejvýznamnější orgány patří Východokaribská centrální banka a Východokaribský nejvyšší soud. Všechny zúčastněné státy a území s výjimkou Britských Panenských ostrovů, Guadeloupe a Martiniku používají jednotnou měnou - východokaribský dolar. Souhrnná rozloha plnohodnotných a přidružených členů OECS převyšuje 4 250 km², počet obyvatel je přibližně 1 000 000 osob.

## Členské státy a území
- Plné členství
  -  Antigua a Barbuda
  -  Dominika
  -  Grenada
  -  Svatá Lucie
  -  Svatý Kryštof a Nevis
  -  Svatý Vincenc a Grenadiny
  -  Montserrat
- Přidružená území
  -  Anguilla
  -  Britské Panenské ostrovy
  -  Martinik
  -  Guadeloupe